# Банк Астана
«Банк Астана» — казахстанский банк прекративший своё существование в связи с проблемами финансовой ликвидности.
Причины лишения лицензии:
- систематическое (три и более раз в течение двенадцати последовательных календарных месяцев) ненадлежащее исполнение договорных обязательств по платёжным и переводным операциям;
- систематическое нарушение пруденциальных нормативов и других обязательных к соблюдению норм и лимитов;
- невыполнение крупным участником банка требований уполномоченного органа по дополнительной капитализации.

Хронология
2014 год — банк Астаны начал свою активную работу.
2014—2017 гг. — развитие банка, запуск собственного мобильного приложения и наращивание клиентской аудитории.
18 апреля 2018 года Президент Республики Казахстан Нурсултан Назарбаев назвал банк Астаны как один из примеров банков с «ужасными показателями». После слов Президента, произошел массовый отток вкладчиков из банка.
С 19 сентября 2018 года прекращены все операции по банковским счетам клиентов и самого «Банка Астаны».
На данный момент производится выплата вкладчикам банка через банк второго уровня.